# Phi Persei
Désignations
Phi Persei (φ Persei / φ Per) est une étoile binaire de quatrième magnitude de la constellation de Persée. Elle est située à environ 720 années-lumière de la Terre.
John Flamsteed suivit Ptolémée en considérant Phi Persei comme étant dans la constellation d'Andromède. Il lui attribua ainsi une désignation de 54 Andromedae. Bien qu'isolée des autres étoiles de Persée, elle n'en réside pas moins dans ses limites formelles telles que définies au 20e siècle.
Phi Persei est une étoile binaire. Sa composante primaire est une étoile bleu-blanc de la séquence principale de type spectral B1,5 V:e-shell. Il s'agit d'une étoile Be, qui présente des raies en émission de l'hydrogène dans son spectre, ainsi que d'une variable de type Gamma Cassiopeiae. Son compagnon est une étoile sous-naine chaude de type sdO, détectée pour la première fois en 1981.
Le système de Phi Persei partage une même distance à la Terre que l'amas d'Alpha Persei, ainsi qu'une cinématique et qu'une évolution qui indiquent qu'il est en effet un membre de cet amas ouvert, situé dans son halo.